# Charlie Adlard
Charles Adlard, detto Charlie (Shrewsbury, 4 agosto 1966), è un fumettista britannico.

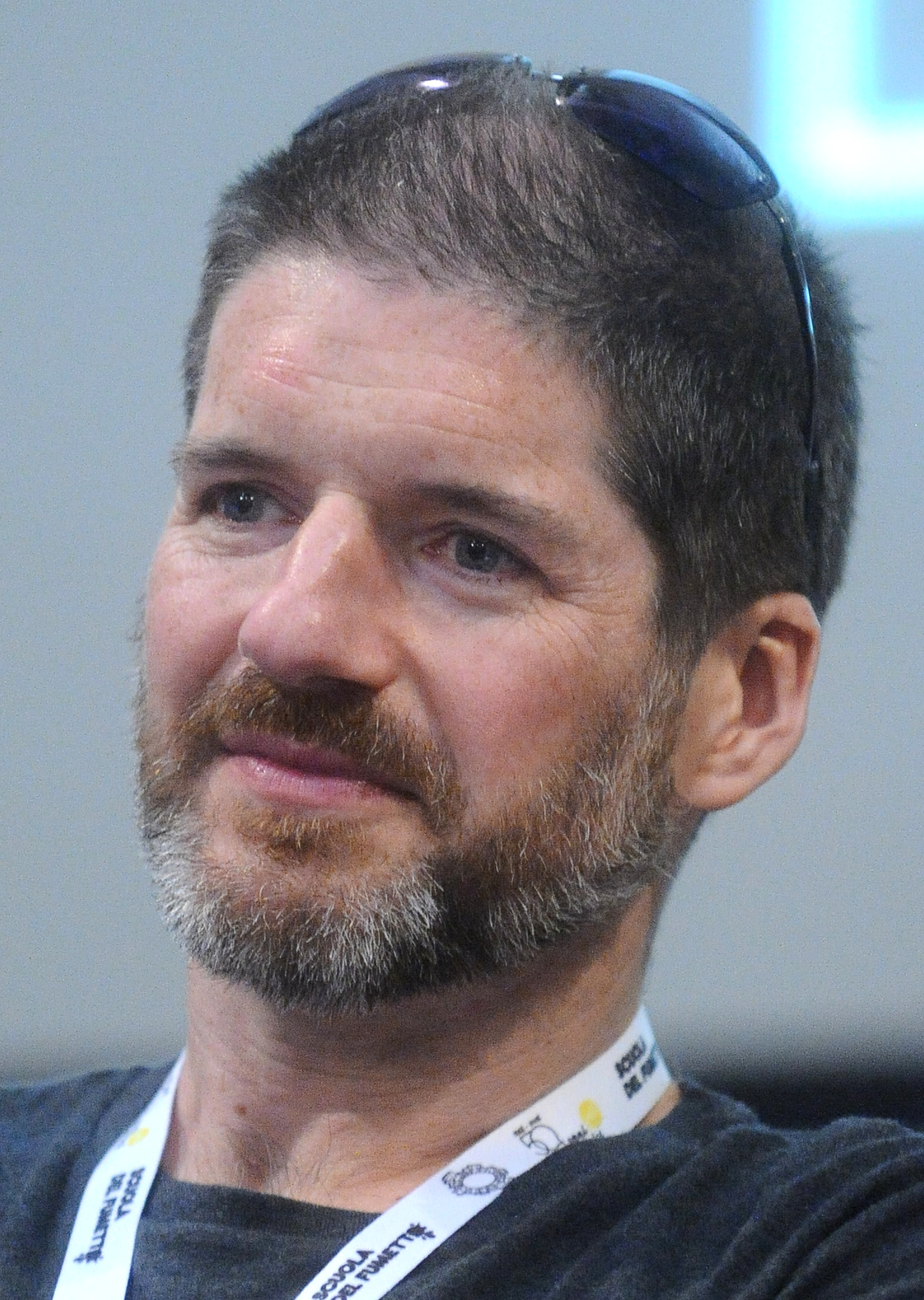
Charlie Adlard a Lucca Comics & Games 2016

È conosciuto nella patria nativa per i suoi lavori su Guerra bianca (White Death) con Robbie Morrison e sulle serie di 2000 AD, tra cui Giudice Dredd, Savage e Armitage.
Negli Stati Uniti d'America è noto per la sua opera sulla versione a fumetti di X-Files (pubblicata dalla Topps), Astronauts in Trouble (pubblicato da AiT/Planet Lar) e The Walking Dead (Image Comics).
Lo stile di Adlard si è evoluto da quello pittorico degli inizi, utilizzato in Armitage, in uno stile in bianco e nero più essenziale, fatto di larghe campiture di nero sfruttato per creare effetti con le ombre, come si vede in The Walking Dead.

## Premi e riconoscimenti
Adlard ha ricevuto una candidatura come "miglior inchiostratore" per l'edizione del 2001 degli Squiddy Award.

## Opere
- Judge Dredd
  - "The Hand of Fate" (con Alan Grant, in Judge Dredd Megazine, prima serie, n. 18, 1992)
  - "Gulag" (con Gordon Rennie, in 2000 AD n. 1382-1386, 2004)
- Armitage (con Dave Stone):
  - "Influential Circles" (in Judge Dredd Megazine n. 2 10-2.18, 1992)
  - "Flashback" (in Judge Dredd Megazine n. 2 19-2.21, 1993)
  - "Flashback II" (in Judge Dredd Megazine n. 2.31-2.33, 1993)
- Judge Hershey: "Hershey & Steel - Degenomancer" (con Dave Stone, in Judge Dredd Megazine vol.2 n. 35-36, 1993)
- Rogue Trooper (Friday): "Angels" (with Steve White, in 2000 AD n. 950-52, 1995)
- The X-Files (1995-1997)
- Shadowman n. 5-15 (con Jamie Delano, Acclaim Comics, 1997-1998)
- Hellblazer n. 108
- The Establishment n. 1-13 (con Ian Edginton, Wildstorm, 2001-2002)
- Nikolai Dante (con Robbie Morrison):
  - "The Full Dante" (in 2000 AD n. 1071, 1997)
  - "Masque of Dante" (in 2000 AD n. 1125-1127, 1999)
  - "Tour of Duty" (in 2000 AD n. 1131-1133, 1999)
  - "Fists of Fury" (in 2000 AD n. 1141, 1999)
  - "Last Dance of the Trans-Siberian" (in 2000 AD n. 1142-1143, 1999)
- White Death (con Robbie Morrison, 96 pagine, Eddie Campbell Comics, 1998 ISBN 1902429001, AiT/Planet Lar, 2002, ISBN 0970936060)
- Pulp Sci-Fi: "Buzz Tycho's Last Stand" (con Gordon Rennie, in 2000 AD n. 1146, 1999)
- Batman/Scarface (2001)
- Savage (con Pat Mills)
  - "Savage Book I" (in 2000 AD n. 1387-1396, 2004)
  - "Savage Book II" (in 2000 AD n. 1450-1459, 2005)
  - "Savage Book III" (in 2000 AD from n. 1526, 2007)
- Warheads
- FutureQuake n. 5 (copertina, inverno 2005)
- The Walking Dead (n. 7-in corso)